# Балема Ростислав Миколайович
 Бале́ма Ростисла́в Микола́йович  (22 травня 1972 р., с. Жилинці Ярмолинецький район Хмельницька область) — український письменник. Член Національної спілки письменників України з 2003 р.

## Біографія
Народився в с. Жилинці Ярмолинецького району Хмельницької області. Закінчив агрономічний факультет Національного аграрного університету України (м. Київ, 1994), факультет журналістики Львівського національного університету імені Івана Франка (2003).
Працював завідувачем відділу обласної газети «Подільські вісті». В 2008–2010 рр. очолював обласну організацію НСПУ. Нині — керівник відділу зв'язків з громадськістю АТ «Хмельницькобленерго».

## Літературна діяльність
Автор книг: «За стінами ранку» (1997), «Фенікс» (2001), «Мрія в трьох томах» (2001), «Сонячна соната» (2005), «Наш вічний Майдан» (2019), «Колискова для рим» (2020).
- Лауреат конкурсу «Осягнення любові» мережевої Західноукраїнської мистецької спілки (2001);
- Лауреат Хмельницької міської премії імені Богдана Хмельницького (2005).
- Лауреат Хмельницької обласної літературної премії імені Миколи Федунця (2022).